# Município de Claridon (condado de Geauga, Ohio)
Localização do Ohio nos E.U.A.
O município de Claridon (em inglês: Claridon Township) é um local localizado no condado de Geauga no estado estadounidense de Ohio. No ano 2010 tinha uma população de 3200 habitantes e uma densidade populacional de 54,56 pessoas por km².

## Geografia
O município de Claridon encontra-se localizado nas coordenadas 41° 32′ 26″ N, 81° 09′ 07″ O. Segundo a Departamento do Censo dos Estados Unidos, o município tem uma superfície total de 58.65 km², da qual 57,75 km² correspondem a terra firme e (1,53 %) 0,9 km² é água.

## Demografia
Segundo o censo de 2010, tinha 3200 pessoas residindo no município de Claridon. A densidade de população era de 54,56 hab./km².